# ピュア! 〜一日アイドル署長の事件簿〜
『ピュア!〜一日アイドル署長の事件簿〜』（ピュア いちにちアイドルしょちょうのじけんぼ）は、NHK総合にて2019年8月13日から8月15日まで3夜連続で放送された日本のテレビドラマ。なかなか売れずにライバルを蹴落とすことばかり考える腹黒アイドルが、「一日警察署長」として訪れた警察署で遭遇した殺人事件を横柄で頼りない刑事との凸凹コンビで捜査し解決する姿をコミカルに描いたミステリー。蒔田光治作。浜辺美波主演。
BS4Kにて2019年9月21日から9月23日まで3夜連続で放送された。

## 概要
東宝の協力を得てNHKと東宝映画が製作するミステリーで、「なかなか売れなくて芽が出ない、それでいて腹黒い」という女性アイドル・黒薔薇純子を主人公に置き、純子が一日警察署長として赴いた先の警察署で発生した殺人事件に遭遇する。東堂と名乗り、純子の前に毎回現れる天敵の男性捜査一課刑事に邪険に扱われながらも黒薔薇純子が殺人事件に首を突っ込み、黒薔薇純子がオモテとウラの顔を使い分け、警察の捜査を翻弄しつつ、この刑事とのコンビでたったの「一日」で難事件を解決してしまうという痛快なミステリー推理ドラマである。主人公にNHK製作ドラマに初主演となる浜辺美波が起用され、浜辺の相手役を東出昌大が務めた。

## 登場人物

### 主要人物
黒薔薇純子（くろばら じゅんこ）
演 - 浜辺美波
売れなくて芽が出ない、腹黒い落ち目の三流アイドル。
東堂周作（とうどう しゅうさく）
演 - 東出昌大
純子の天敵である、捜査一課刑事。
阿部源三
演 - 六角精児
東洋芸能のマネージャー。純子の担当。
西沢欣二
演 - 長村航希
若手刑事。東堂の相棒で、東堂に憧れる。

### ゲスト
第1話

- 忍成修吾
- 大山 - 黒田大輔
- 東風万智子
- 佐野圭亮
- 佐久間哲
- 土田良平 - 紺野ふくた
- 小柳友貴美
- 小金澤篤子
- 沢柳廸子
- 末吉めぐみ
- 生島翔
- 岡野一平
- 大塚千弘
- 大石吾朗

第2話

- 伊藤明賢
- 上村大輔 - 長江英和
- 中尾兼一 - 水野智則
- 河野洋一郎
- 信川清順
- 齋賀正和
- MIO
- YAE
- 乙坂双葉
- 大熊大貴
- 奥山ばらば
- 阿目虎南
- KEKE
- 佐成哲夫
- 木下吉太郎 - 団時朗

第3話

- 神谷信一 ‐ 郭智博
- 藤井千佳子 - 白羽ゆり
- 藤井浩樹 - 渋江譲二
- 青木崚
- 早織
- ヨネヤマサトシ
- 松木研也
- 八神徳幸
- 高野警務課長 - 谷川昭一朗
- 中川婦警 - 大島蓉子

## スタッフ
- 作 - 蒔田光治
- 音楽 - 辻陽
- 制作統括 - 佐藤毅（東宝映画）、後藤高久（NHKエンタープライズ）、髙橋練（NHK）
- プロデューサー - 櫻井美恵子（東宝映画）
- 演出 - 藤原知之
- 制作 - NHKエンタープライズ
- 制作・著作 - NHK、東宝映画

## 放送日程
- 2019年8月13日 - 15日（3夜連続）
  - 第1夜：22時 - 23時10分（70分間）
  - 第2夜・第3夜：22時 - 22時50分（50分間）

| 放送回 | 放送日  | 放送日  | タイトル                                         |
| 放送回 | 総合    | BS4K    | タイトル                                         |
| ------ | ------- | ------- | ------------------------------------------------ |
| 第1話  | 8月13日 | 9月21日 | 腹黒アイドルと傲慢刑事が連続殺人事件を解き明かす |
| 第2話  | 8月14日 | 9月22日 | 腹黒アイドルと傲慢刑事と不可能犯罪?              |
| 最終話 | 8月15日 | 9月23日 | 腹黒アイドルと傲慢刑事は永遠に                   |